# Rubrik Media
Rubrik Media i Stockholm AB var ett tidningsföretag, som grundades 2006 då Lidingö Tidning AB och Nynäshamns Posten AB slogs samman. Rubrik Media ägdes av VLT AB. Företagets VD hette Mikael Ericsson. Bolaget upphörde att existera 2010.
Rubrik Media gav ut Nynäshamns Posten, Lidingö Tidning och Täby Danderyd Tidning. Då bolaget upphörde att existera blev Nynäshamns Posten en del av bolaget Promedia. Lidingö Tidning blev en del av bolaget GISAB. Täby Danderyd Tidning lades ned.